# Дернів
Де́рнів — село в Україні, у Кам'янка-Бузькій міській громаді, Львівського району Львівської області. До 2020 року села Дернів, Дальнич, Сапіжанка та Товмач підпорядковувалися Дернівській сільській раді, нині орган місцевого самоврядування — Кам'янка-Бузька міська громада. Населення становить 771 особа.

## Географія
Село Дернів розташоване за 40 км від міста Львова — одночасно обласного та районного центру, а також за 5 км від адміністративного центру міської громади та 3 км до найближчої залізничної станції Сапіжанка. На півночі та північному сході межує з Кам'янка-Бузькою, на півдні — селом Новий Став та на заході з селом Сапіжанка. Вздовж північної межі тече річка Кам'янка (інша назва Сосновець; ліва притока Західного Бугу).
Вулиці
У селі Дернів налічується 5 вулиць.
- Зелена
- Лесі Українки
- Мазепи Івана
- Франка Івана
- Шевченка Тараса

## Населення
У 1880-х роках у Дернові мешкало 723 особи, з них: 86 римокатоликів, 625 греко-католиків та 12 юдеїв. Станом на 1 січня 1939 року у селі Дернів мешкало 1510 осіб, з них: 1100 українців, 10 поляків, 250 осадників, 130 латинників та 20 юдеїв. За даними всеукраїнського перепису населення 2001 року у селі мешкало 800 осіб, у 2021 році — 771 особа.
Мова
Розподіл населення за рідною мовою за даними перепису 2001 року був наступним:
| українська | 799 | 99,88 |
| російська  | 1   | 0,12  |

## Історія
Перша згадка про село відноситься до XV століття. 
Власником маєтку до якого входило й село Дернів, у другій половині XIX століття був граф Кароль Мієр (пом. 1885). По смерті графа маєток перейшов у спадок його дружині графині Гелені Мієр. У селі діяла початкова однокласова школа та позичкова каса з капіталом 1159 злотих. Місцева римо-католицька громада належала до парафії у Кам'янці Струмиловій, греко-католицька — у селі та належала до Буського деканату, до неї також приписана філіальна церква святого Миколая, яка налічувала 467 вірних.
За радянських часів на території Дернівської сільради був розташований колгосп імені Леніна, що мав 1861 га орної землі. Господарство спеціалізувалося на вирощуванні зернових та технічних культур, а також було розвинуте м'ясо-молочне тваринництво. Працювали функціювали восьмирічна школа, бібліотека та клуб. Нині у селі діє Дернівська гімназія Кам'янка-Бузької міської ради Львівської області, розрахована на 192 учні, а для самих менших, працює заклад дошкільної освіти загального розвитку, розрахований на 30 дітей.

## Пам'ятки, визначні місця

### Церква святого великомученика Микити
Дерев'яна церква святого Микити розташована при березі річки Кам'янка, у східній частині Дернова. Церква збудована з соснових брусів у 1666 році. Розміри тризрубного одно купольного храму мініатюрні — лише 13,5 на 6,3 метри.
Пам'ятка належить до досконалих споруд народної архітектури галицької школи. Дерев'яна, трьохзрубна, одноверха. До квадратного центрального зрубу зі сходу і заходу примикають менші рівні квадратні зруби. Побудована із соснових брусів. Великий центральний шоломовидний верх завершений витягнутою главкою. Бічні зруби накриті скатними дахами, коники яких досягають карниза восьмерика. Широке піддашшя на фігурних випусках вінців зрубів підкреслює горизонтальне членування пам'ятки, у якому висота восьмерика відноситься до четверика, як 1:2. Покриття ґонтове. В інтер'єрі центральний простір висотно розкрито до зеніту глави. Простір усіх об'ємів глибинно розкрито і з'єднано з центральними фігурними арковими вирізами.
До 1940-х років греко-католицьким храмом опікувалася місцева землевласниця — Броніслава Вислоцька. Останнє богослужіння у споруді відбулося у вересні 1939 року. По війні в приміщенні церкви функціював музей, який у дерев'яній святині на довго не затримався. Хоча й залишилася на місці вівтаря діорама соціалістичного села. У 1977 році на кошти, зібрані на марки Українського товариства охорони пам'яток історії та культури, були проведені реставраційні роботи (архітектор Богдан Кіндзельський), у процесі яких відтворено первісний вигляд пам'ятки.  Приміщення храму довго пусткою не стояло, тому що тут облаштували склад старих дитсадкових меблів. Потім приміщення храму використовувалося як дитячий садок, але з часом занепав і садочок. Внаслідок цього від інтер'єру церкви майже нічого не залишилося. Пиляний ґонт також сподівань не виправдав: вже за два-три десятиліття дах церкви зогнив та почав протікати, тому у 2012 році дахи будівлі тимчасово перекрили поліетиленовою плівкою. Того ж року у Львові провели благодійний ярмарок, частину коштів якого переказали на потреби реставрації церкви. 
У 2012 році інститут «Укрзахідпроектреставрація» (ГАП С. Піньковський) виготовив проєктно-кошторисну документацію на реставрацію храму на замовлення відділу культури і туризму Кам'янка-Бузької РДА. У 2016 році на реставрацію церкви виділили 500 тисяч грн, враховуючи співфінансування з районного бюджету 150 тисяч грн. У 2017 році — ще 330 тисяч грн. Протягом 2016—2018 років давня церква повністю відреставрована. У 2018 році при храмі було засновано релігійну громаду УГКЦ парафії святого Великомученика Микити села Дернів. 18 квітня 2018 року, з нагоди Міжнародного дня пам'ятників та історичних місць відбулося урочисте відкриття відреставрованої дерев'яної церкви святого великомученика Микити. 28 вересня 2019 року у відреставрованому старовинному храмі святого великомученика Микити у селі Дернів вперше за 80 років було відслужено Божественну Літургію, яку очолив преосвященний владика Петро Лоза, єпископ-помічник Сокальсько-Жовківський. Настоятелем цієї парафії призначено о. Тараса Дітчука.

Церква святого великомученика Микити у селі Дернів
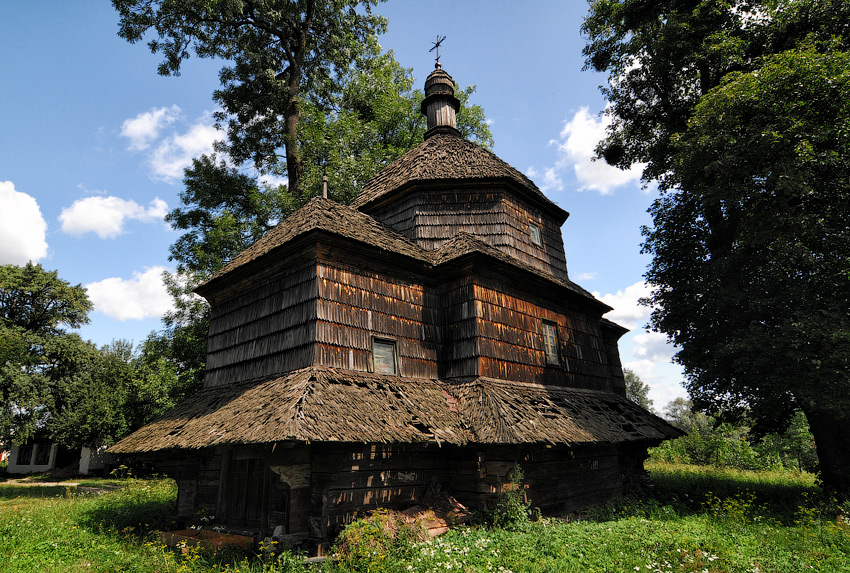
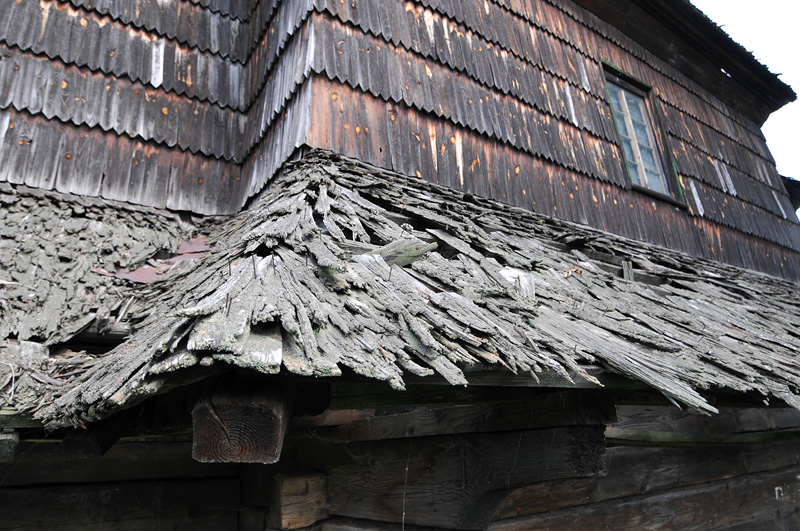
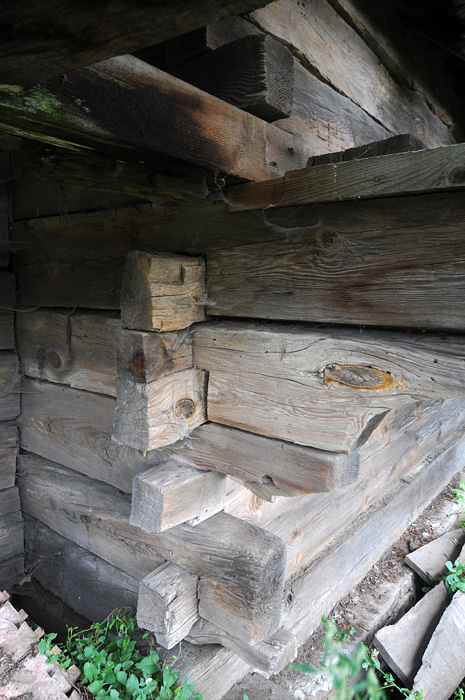
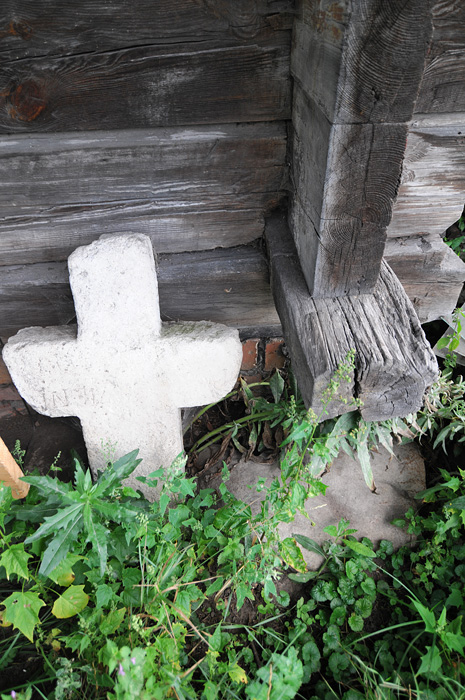
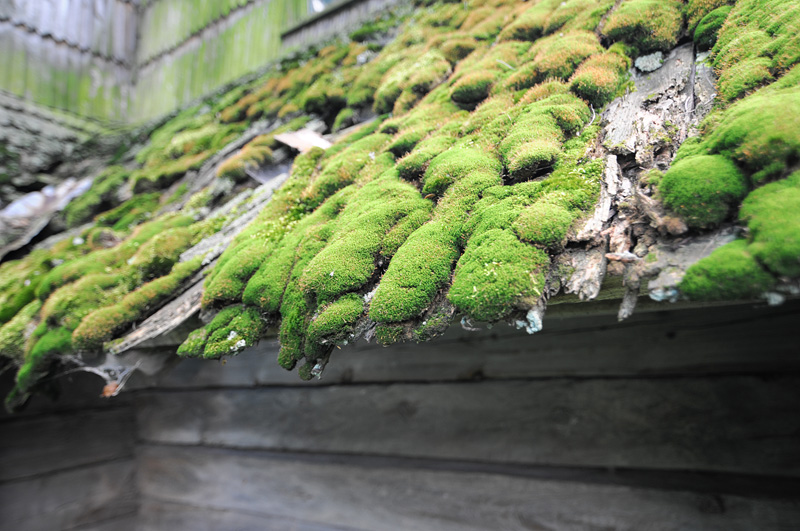
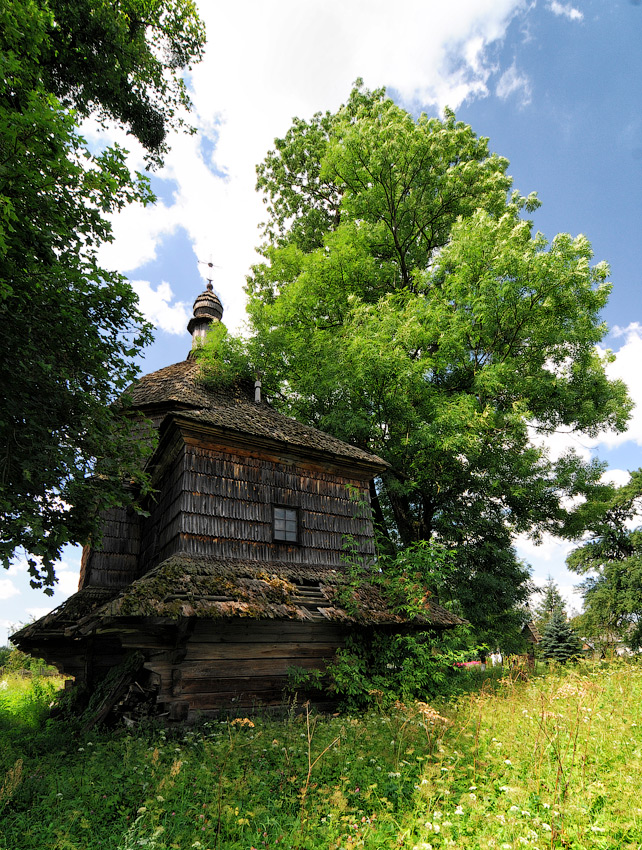
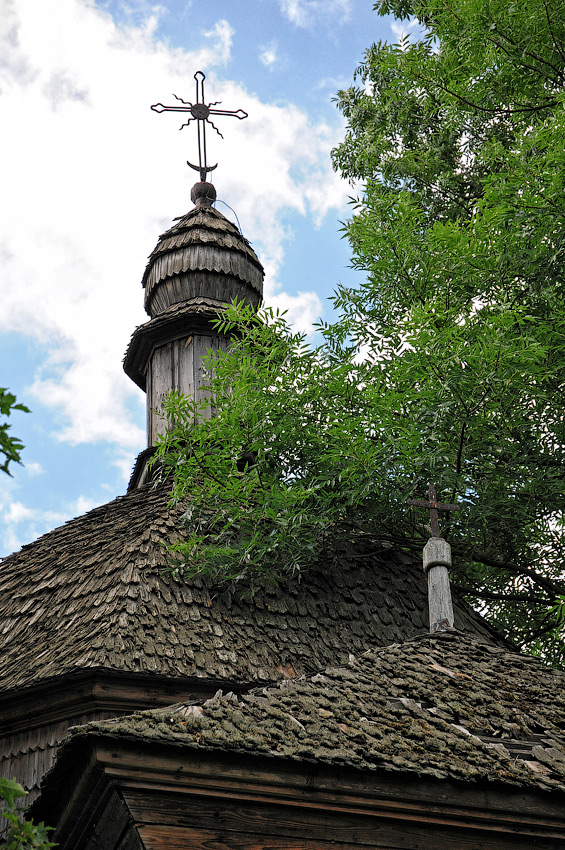
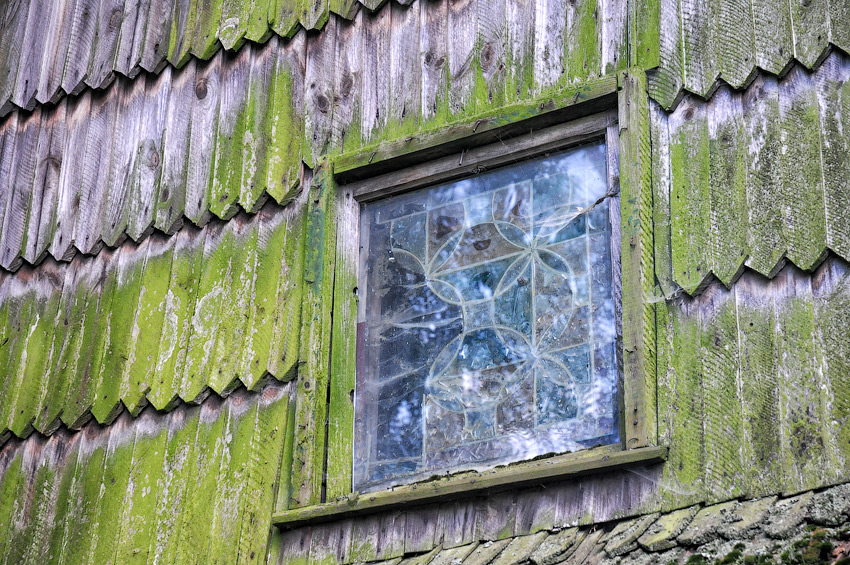
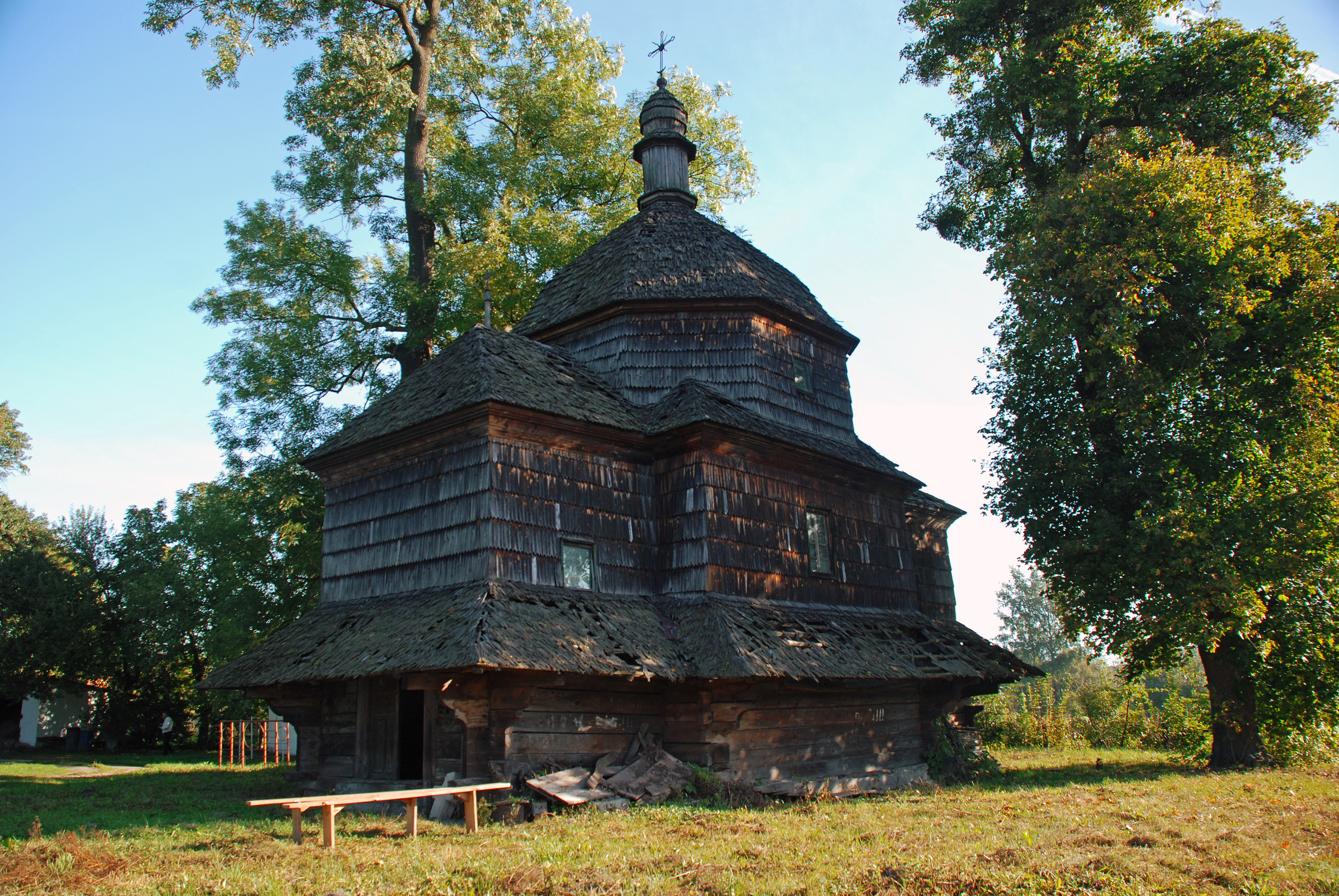

### Костел
Мурований костел збудований 1930 року у стилі конструктивізму для потреб місцевої римо-католицької громади. По війні римокатолики виїхали з села, а будівля костелу тривалий час стояла пусткою. Нині приміщення колишнього костелу перебуває у користуванні релігійної громади УГКЦ парафії святого Великомученика Микити.

## Відомі люди
Народилися
- Василь Лончина (1886—1946) — священник УГКЦ, довголітній адміністратор та парох церкви святого Миколая у Львові. Слуга Божий.
- Мелетій Лончина (1863—1933) — священник ЧСВВ УГКЦ, композитор, автор близько 50 церковних пісень.
- Редько Юліан Костянтинович (1905—1993) — український мовознавець, фахівець з української антропонімії, письменник та перекладач.
- Шишка Василь Іванович (нар. 1931) — тракторист колгоспу імені Леніна, Герой Соціалістичної Праці.

Перебували
- Красицький Йосиф — священик, москвофіл, поет, посол Галицького сейму 3, 4, 5-го скликань[23]. Багаторічний парох села Дернів.
- Гліб Лончина (нар. 1954) — єпископ Української греко-католицької церкви, апостольський адміністратор єпархії святого Володимира Великого в Парижі для українців візантійського обряду у Франції, країнах Бенілюксу та Швейцарії[24].